# Protestantse Kerk (Beek)
De Protestantse Kerk, voorheen Hervormde Kerk, is een kerkgebouw in Beek in de gemeente Beek in de Nederlandse provincie Limburg. Het kerkje staat aan de Raadhuisstraat in het centrum van het dorp. Links naast de kerk ligt er een kerkhof en aan de rechterzijde een klein parkje.
Het kerkje was een Waterstaatskerk (Leopoldskerkje) en leek sterk op drie andere Belgische protestantse Waterstaatskerken die gebouwd zijn in Gulpen (Leopoldskerkje), Heerlen (Hervormde Kerk) en Meerssen (Leopoldskerkje).
Op ongeveer 150 meter naar het zuidoosten staat de Sint-Martinuskerk.
Het kerkgebouw is een rijksmonument.

## Geschiedenis
Sinds 11 juni 1651 werd er in Beek wekelijks een dienst verzorgd.
In de jaren 1830 moesten de protestanten op zoek naar een eigen kerkgebouw toen dat jaar er een einde kwam aan het simultaneum, het gezamenlijk gebruik van hetzelfde kerkgebouw door rooms-katholieken en de protestanten. Onder invloed van de Belgische Opstand werd de protestanten het gebruik van de Sint-Martinuskerk ontzegd.
In 1837 werd het nieuwe kerkgebouw in gebruik genomen.
In 1924 kreeg de kerk een orgel dat afkomstig was uit de Hervormde Kerk van Axel, gemaakt in 1776 door P. en J. de Rijckere uit Kortrijk.

## Opbouw
Het bakstenen eenbeukig kerkgebouw is een zaalkerkje en bestond uit een schip met drie traveeën en een driezijdige sluiting. De buitengevels zijn voorzien van pilasters en de ramen zijn rondboogvensters met gotiserende houten raamverdelingen. Boven de voorgevel bevindt zich op het zadeldak een dakruiter.
In de kerk bevindt zich een eenklaviersorgel.